# Elektrowerkzeug
Als Elektrowerkzeug wird jedes Werkzeug bezeichnet, das mittels eines elektrischen Antriebs genutzt wird und damit für eine wesentliche Vereinfachung der zu erbringenden Arbeitsleistung sorgt. Bei handgeführten, transportablen Elektrowerkzeugen ist der Motor ein untrennbarer Bestandteil des Werkzeugs. Wichtige Elektrowerkzeugen sind elektrische Bohr- und Schleifmaschinen sowie Stich- und Kreissäge, aber auch Schraubwerkzeuge wie u. a. Akkuschrauber werden mit elektrischen Antrieben hergestellt. Elektrowerkzeuge gibt es in leitungsgebundener- und leitungsungebundener Ausstattung. Ohne direkte Verbindung zum Stromnetz wird ein Akkumulator als Energiequelle verwendet. Auf diese Weise erhöhen Akku-Werkzeuge die Mobilität bei der Arbeitsverrichtung. Hersteller bieten ein breites Spektrum an Gartengeräten und Geräten im Handwerk- oder Industriebereich an. Eigentlich müsste man von elektromechanischem Werkzeug sprechen, da diese Werkzeuge immer aus einem elektrischen Antrieb und einem mechanischen Arbeitsmittel bestehen.

## Geschichte

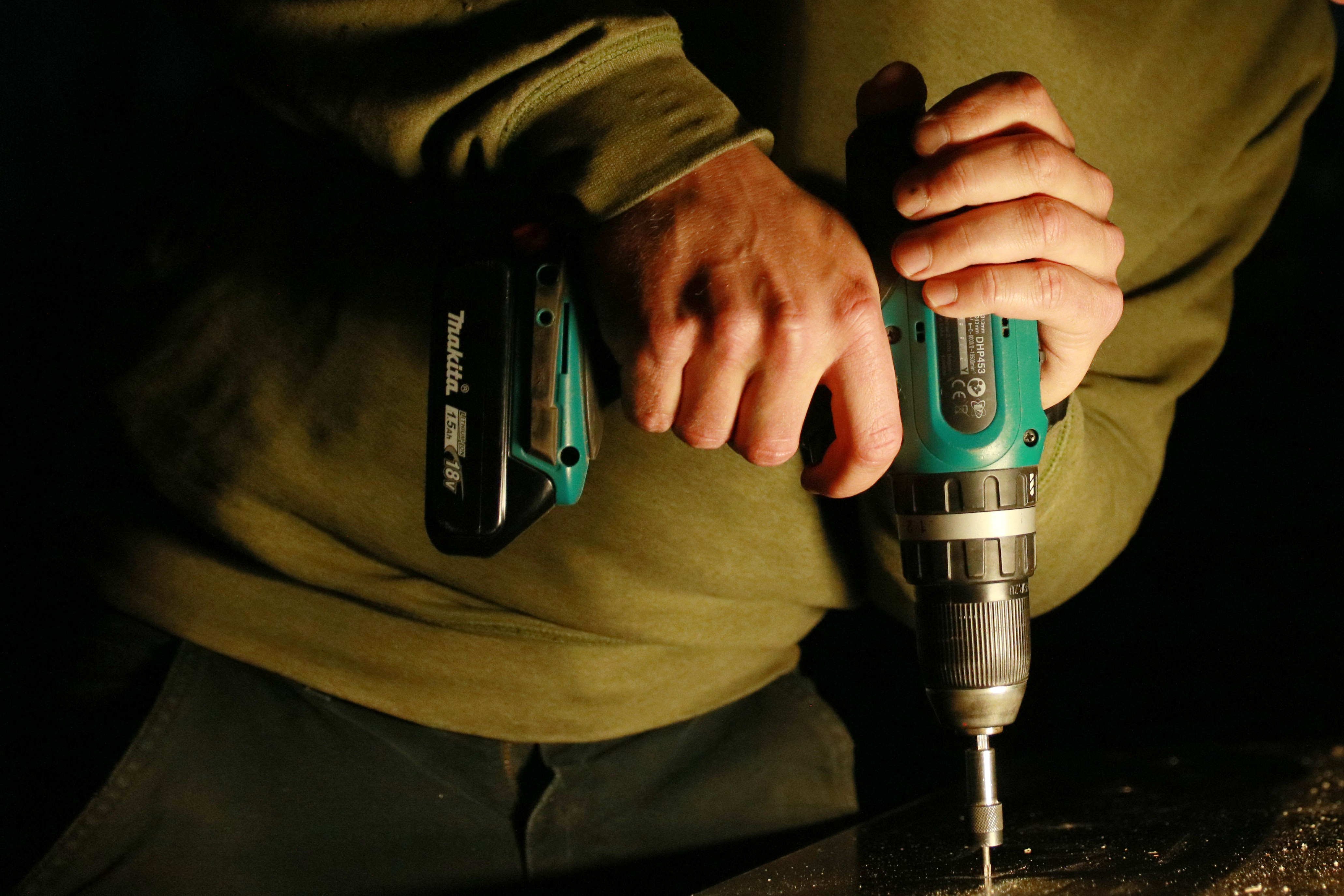
Makita DHP453 im Einsatz zum Verschrauben einer Siebdruckplatte

Die Geschichte der Elektrowerkzeuge geht auf das Jahr 1867 zurück. In diesem gründet Wilhelm Emil Fein mit seinem Bruder Carl eine „Werkstatt für elektrische und physikalische Apparate“. Die Firma C. & E. Fein war gegründet. Im Jahr 1886 eröffnete Robert Bosch die „Werkstätte für Feinmechanik und Elektrotechnik“ in Stuttgart. Die Allgemeine Elektricitäts-Gesellschaft (AEG) präsentierte acht Jahre später die ersten transportablen und elektrisch betriebenen Bohrmaschinen. Weitere drei Jahre später erhalten diese Maschinen ein solides Metallgehäuse. Zwar präsentierte AEG 1908 die erste Bohrmaschine samt Pistolengriff, aber Black & Decker (1910 als The Black & Decker Manufacturing Company gegründet) erhält 1917 das dazugehörige Patent. Weitere fünf Jahre später wird eine elektrisch betriebene Handkreissäge von Edmond Michel entwickelt. 1929 wird der erste Winkelschleifer von FLEX - Markenname entspricht dem Gattungsnamen - vorgestellt.
In den folgenden Jahren entwickeln alle Hersteller neue Geräte und Werkzeuge: 1932 schnelldrehende Multifunktionswerkzeug Dremel, 1939 erster Elektrohammer von AEG, erste Stichsäge von Bosch, 1950 Elektro-Handschleifer von Metabo.

## Branche Elektrowerkzeug-Hersteller
Die Branche „Herstellung von handgeführten kraftbetriebenen Werkzeugen“ (Elektrowerkzeuge, auch Power Tools) wird nach der Klassifikation der Wirtschaftszweige in der Statistik als Teilbereich des Werkzeugmaschinenbaus geführt, weicht aber sowohl was Märkte als auch Produktion betrifft deutlich vom klassischen Werkzeugmaschinenbau ab.
In Deutschland entwickelten etliche Werkzeughersteller im Laufe ihrer Firmengeschichte Elektrowerkzeuge, deren Marken bis heute weltweit vertrieben werden. Die Elektrowerkzeugbranche weist besonders in Baden-Württemberg und insbesondere in der Region Stuttgart historisch eine einmalige Konzentration auf. Hier haben oder hatten Unternehmen ihre Stammsitze, die als Marken bis heute existieren, jedoch die wenigsten haben ihre Produktion noch an diesen Standorten. Die Hersteller AEG Electric Tools (Winnenden), Festool (Wendlingen, Neidlingen), Flex (Steinheim), Metabo (Nürtingen), REMS (Waiblingen) produzieren mittlerweile in Asien. Jedoch haben Baier (Asperg), Bosch Elektrowerkzeuge (Leinfelden, Murrhardt) und Fein (Schwäbisch Gmünd) ihre Stammsitze und zumindest noch einen Teil ihrer Produktion an den entsprechenden Standorten.
Der Markt der Elektrowerkzeuge ist global umkämpft. Bestimmte Marken sind nur in Europa oder bestimmten europäischen Ländern verbreitet, andere mehr oder minder global eingeführt.

## Herstellergruppen
In seiner 2016 veröffentlichten Studie zu Elektrowerkzeug-Branche in Deutschland gliedert das IMU Institut im Auftrag der HBS und des IGM, die Hersteller in Nutzerkategorien. In der folgenden Tabelle wurden nicht in Deutschland produzierende Hersteller ebenso aufgenommen.

### Elektrowerkzeughersteller mit Vollsortiment
| Marke              | Besitzer | Fertigung                         |
| ------------------ | --- | --------------------------------- |
| AEG Electric Tools | Techtronic Industries TTI, VR China                                                                                   | VR China                          |
| Black & Decker     | Stanley Black & Decker Cop., USA                                                                                      | USA, VR China                     |
| DeWalt             | Stanley Black & Decker Cop., USA                                                                                      |                                   |
| Bosch              | Bosch Power Tools der Robert Bosch GmbH (Deutschland)                                                                 | Deutschland, VR China             |
| Hikoki             | Ehemalige Marke der Hitachi Gruppe, Japan heute im Besitz des US-Investmentunternehmens Kohlberg Kravis Roberts & Co. | Japan, VR China                   |
| Makita             | Makita Corporation | Japan, VR China und Rumänien      |
| Metabo             | Metabowerke GmbH des US-Investmentunternehmen Kohlberg Kravis Roberts & Co.                                           | Deutschland (Nürtingen), VR China |
| Milwaukee          | Techtronic Industries, VR China, ursprünglich Milwaukee Electric Tool Corporation, USA                                | VR China, USA                     |

### Spezialisierte Unternehmen
Eine Reihe von teilweise vergleichsweise kleinen und spezialisierten Unternehmen bauen Nischenlösungen für Industrie- und Handwerk.
| Marke      | Besitzer | Fertigung                                                   | Werkzeuganwendung/ Sortiment                           |
| ---------- | --- | ----------------------------------------------------------- | ------------------------------------------------------ |
| Dremel     | Dremel aus den USA, heute eine Marke der Bosch Power Tools                                                                      | VR China                                                    | schnelldrehende Multifunktionswerkzeuge                |
| Eibenstock | Elektrowerkzeuge GmbH Eibenstock, Eibenstock                                                                                    | Deutschland (Eibenstock) und Fernost                        | Werkzeug zum Trennen und Bohren                        |
| Fein       | Fein-Verwaltung GmbH mit Tochtergesellschaft: C. & E. Fein GmbH, Deutschland                                                    | Deutschland (Schwäbisch Gmünd)                              | Werkzeug zum Trennen, Bohren und Schleifen (Metallbau) |
| Festool    | TTS Tooltechnic Systems Holding AG, Deutschland (Wendlingen am Neckar)                                                          | Deutschland, Tschechien, VR China                           | Sägen und Schleifen für den Holzbau (auch Druckluft)   |
| Flex       | Chervon Holdings Ltd., VR China, Besitzer der Flex-Elektrowerkzeuge GmbH (Deutschland, Steinheim an der Murr)                   | Deutschland, VR China                                       | Trennen, Schleifen und Schrauben                       |
| Duss       | Friedrich Duss Maschinenfabrik GmbH & Co. KG, Deutschland                                                                       | Deutschland                                                 | Bohren (Bohr- und Meißelhämmer, Diamantbohrmaschinen)  |
| Hazet      | Hazet GmbH, Deutschland | Deutschland                                                 | Schlagschrauben (überwiegend pneumatisches Sortiment)  |
| Perles     | ATech d.o.o., Slowenien (Materija, Hrpelje-Kozina)                                                                              | Slowenien                                                   | Bohren und Trennen                                     |
| Lösomat    | Gedore GmbH, Remscheid (Gedore Torque Solutions), durch Zukauf der Firma Lösomat Schraubtechnik Neef GmbH, Vaihingen an der Enz | Deutschland                                                 | Werkzeug zum Hochmoment-Schrauben                      |
| Matjeschk  | M-PT Matjeschk-PowerTools GmbH & Co. KG, Ralbitz-Rosenthal                                                                      | Deutschland                                                 | Bohren und Schrauben                                   |
| Mafell     | Mafell AG, Deutschland (Oberndorf)                                                                                              | Deutschland                                                 | Sägen (Holzsägen)                                      |
| Scheppach  | Scheppach GmbH, Deutschland | Zukauf von OEM, Eigenproduktion in Deutschland und VR China | Sägen, Hobeln, Schleifen (Holzbearbeitung)             |
| Dolmar     | Marke der Makita Corporation, Japan, durch Übernahme der Dolmar GmbH Deutschland (Hamburg)                                      | VR China                                                    | Sägen und Trennen (Forst und Garten)                   |
| Hilti      | Hilti AG, Liechtenstein | Liechtenstein, VR China                                     | Vollsortiment, Schwerpunkt Schlagbohren und Schrauben  |

### Handelsunternehmen
Mit Zukauf bei anderen Herstellern und OEM-Produktion
| Marke     | Besitzer                                                                                             | Fertigung                                                               | Sortiment                           |
| --------- | --- | ----------------------------------------------------------------------- | ----------------------------------- |
| AEG       | Techtronic Industries (TTI), VR China, übernahmen 2009 die Marke der ehemaligen AEG Elektrowerkzeuge | VR China                                                                | Vollsortiment                       |
| Einhell   | Einhell Germany AG, Landau an der Isar                                                               | Zukauf von OEM Produkten in der VR China                                | Vollsortiment                       |
| Kress     | Positec Tool Corporation, VR China (Suzhou), ehemals Kress Elektrogeräte                             | VR China                                                                | Bohrhämmer                          |
| Parkside  | Lidl Stiftung & Co. KG                                                                               | VR China, Europa                                                        | Vollsortiment                       |
| Stahlwerk | Stahlwerk Schweissgeräte GmbH, Deutschland (Bornheim)                                                | Zukauf von OEM Produkten in der VR China                                | Schweißgeräte, Schrauben und Bohren |
| Worx      | Positec Tool Corporation, VR China (Suzhou)                                                          | VR China                                                                | Vollsortiment                       |
| Würth     | Würth-Gruppe, Deutschland                                                                            | Zukauf von OEM Produkten früher von Bosch PT, heute Kooperation mit TTI | Vollsortiment                       |

### Weitere Marken und ihre Hersteller
Die unvollständige Aufzählung listet als erstes ist die Marke, dann ihr Hersteller bzw. Eigentümer.
- Baier Elektrowerkzeuge, Marke der Otto Baier GmbH, Deutschland
- Casals Power Tools aus Spanien der russische Interskol Gruppe
- Dremel aus den USA, heute eine Marke der Bosch Power Tools
- Duss der Friedrich Duss Maschinenfabrik GmbH & Co. KG, Deutschland
- Narex, Tschechien, heute im Besitz von TTS Tooltechnic Systems (Festool) und OEM-Lieferant für andere Hersteller
- Panasonic, Japan
- REMS, Deutschland
- Skill, Marke der Bosch Power Tools, Deutschland
- Stihl, Bezeichnung der Stihl AG, Deutschland
- Trotec, Marke der Trodat GmbH, Österreich
- Trumpf, Deutschland

Verschiedene Elektrowerkzeuge
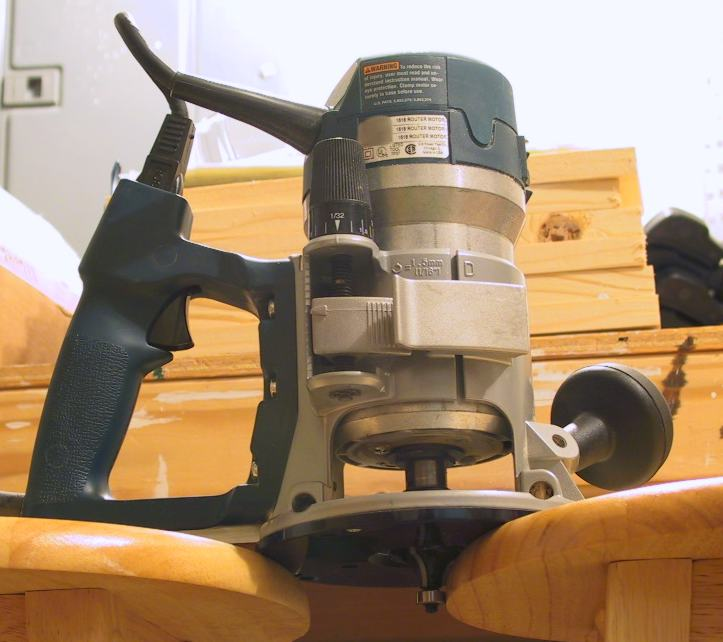
Oberfräse
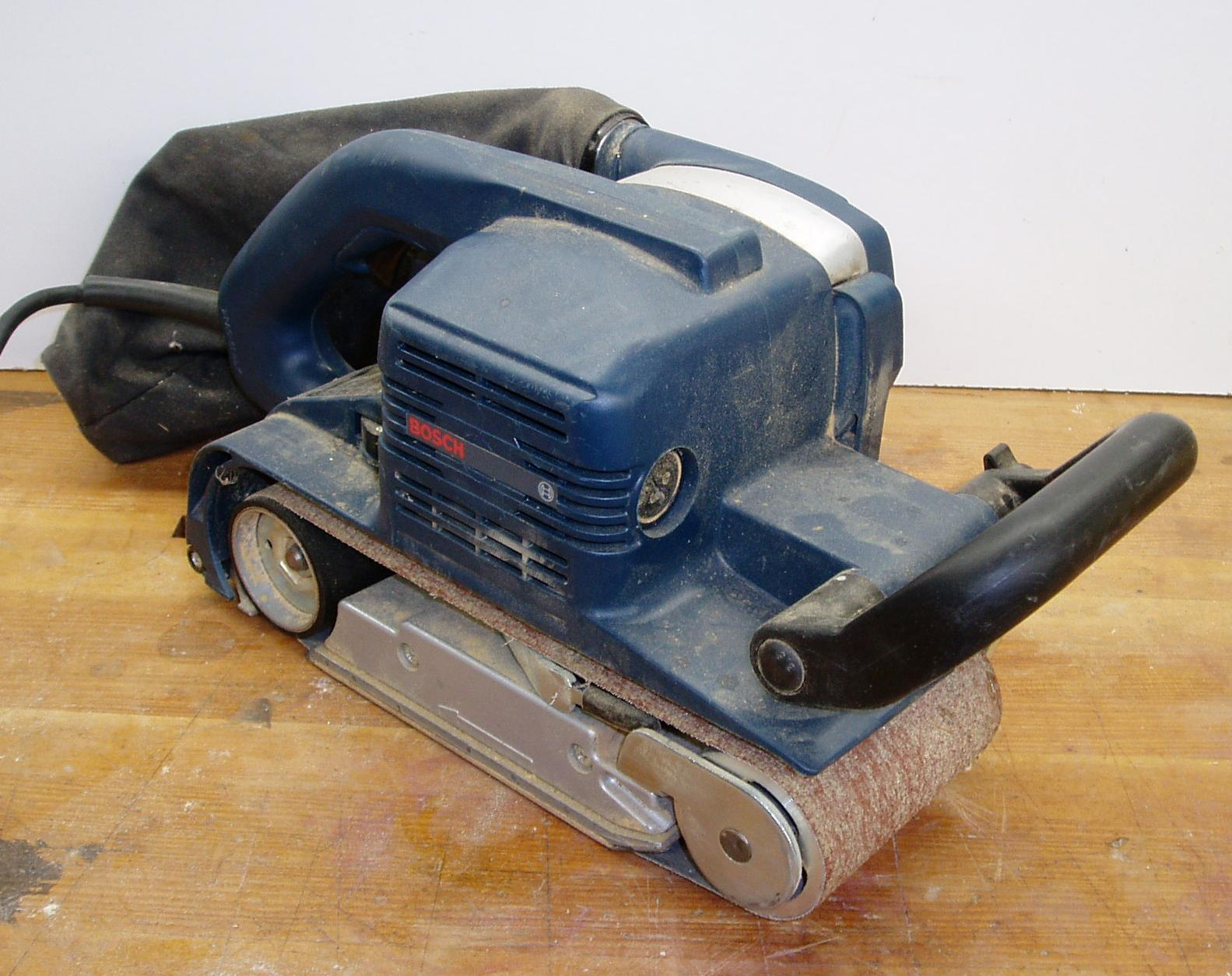
Bandschleifer
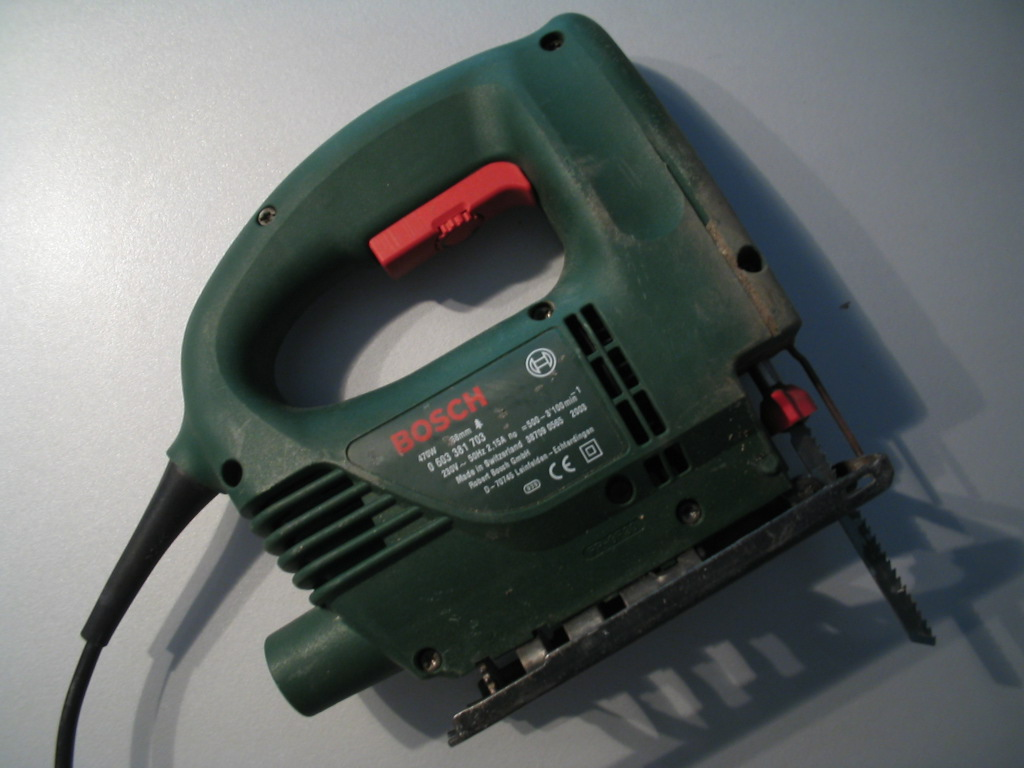
Stichsäge
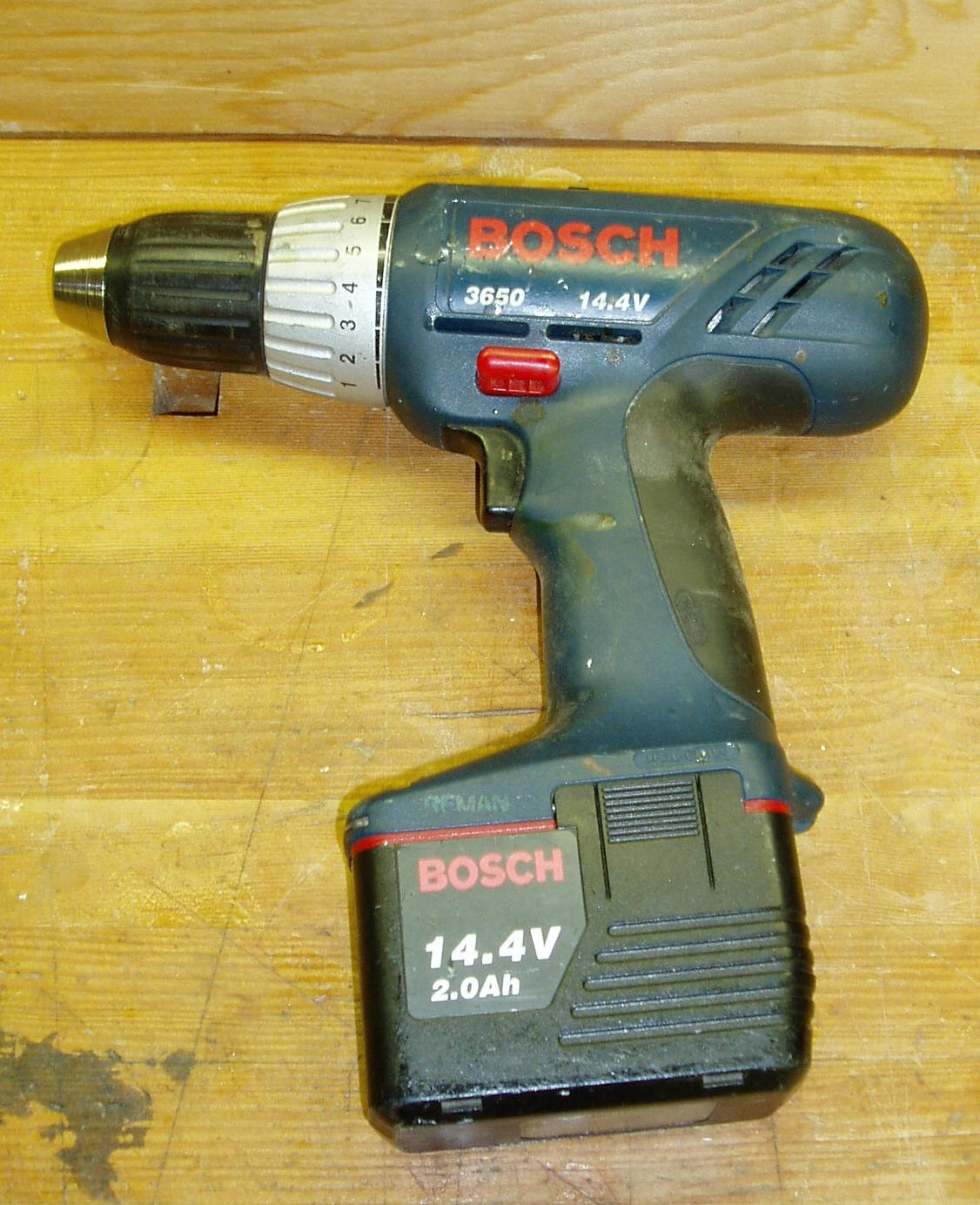
Akkuschrauber
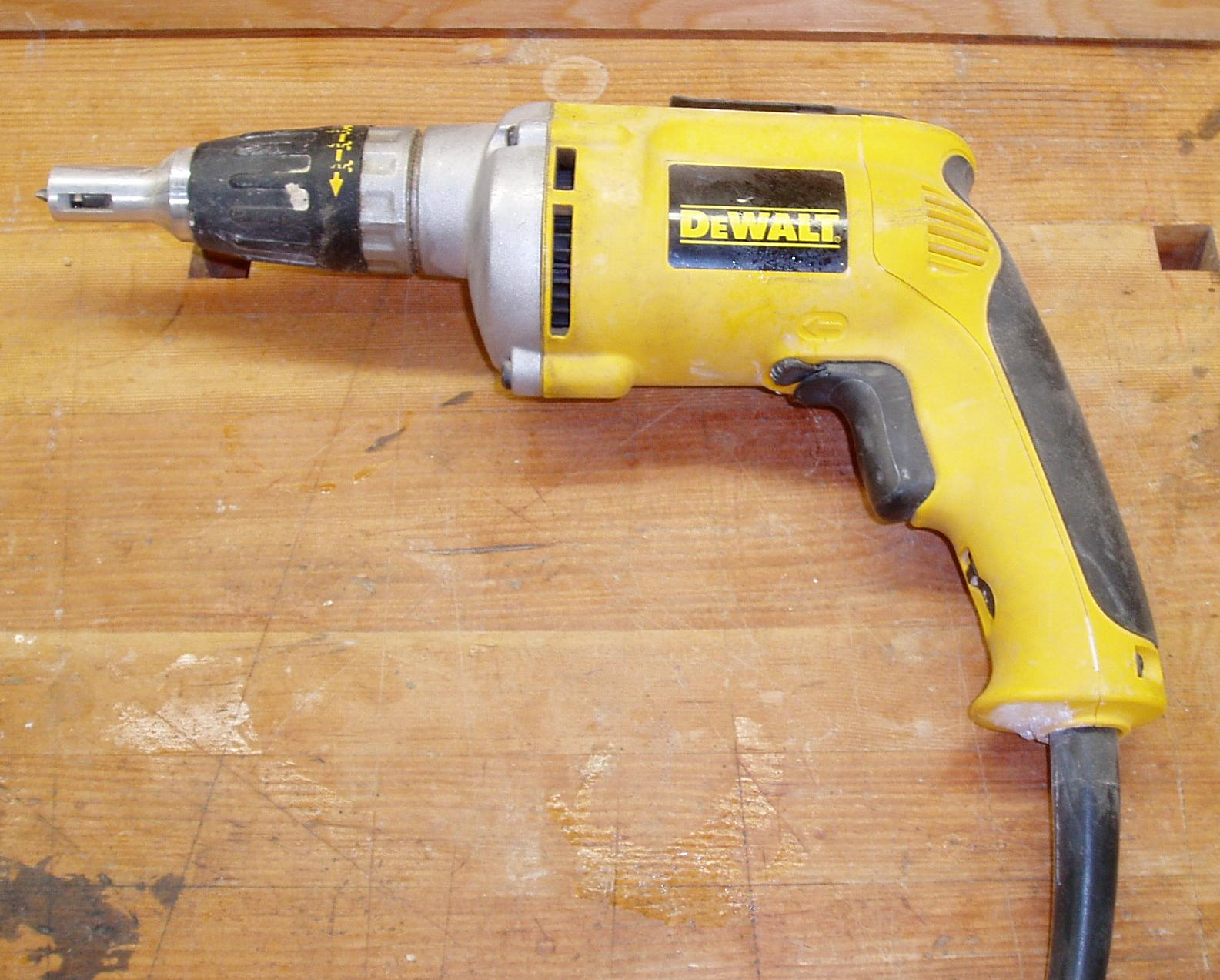
Elektroschrauber
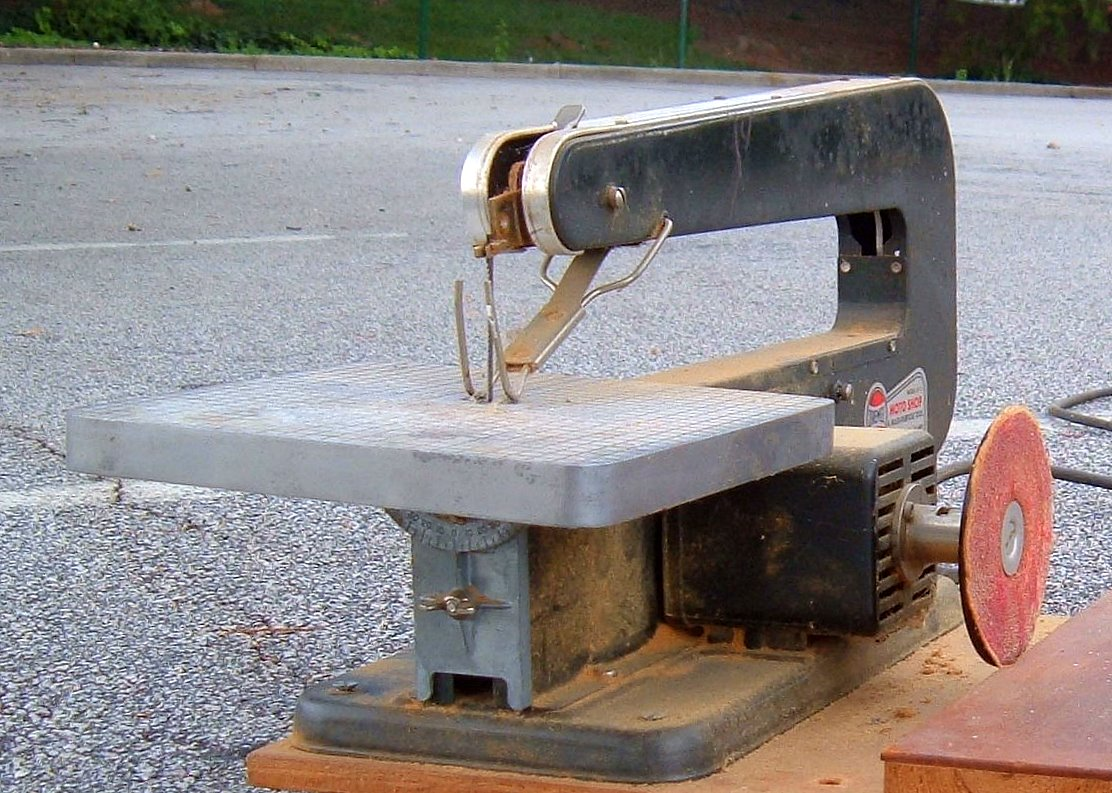
Dekupiersäge